# Eugène Empeyta
Eugène M. Empeyta (* 12. September 1892 in Genf; † 20. Mai 1951 ebenda) war ein Schweizer Fechter.

## Karriere
Empeyta nahm 1920 erstmals an Olympischen Spielen teil. In Antwerpen schied er im Degeneinzel in der ersten Runde aus, mit der Mannschaft belegte er den fünften Platz. Bei den Spielen 1924 gelang ihm im Degeneinzel der Einzug in den Halbfinal, mit der Degenmannschaft erreichte er den Viertelfinal. Auch im Florett war der Schweizer aktiv: Im Einzel schied er in der ersten Runde aus, mit der Mannschaft kam er bis in den Viertelfinal. 1928 folgte seine dritte olympische Teilnahme. Empeyta wiederholte im Degeneinzel den Halbfinaleinzug und erreichte mit der Degenmannschaft erneut den Viertelfinal. Im Floretteinzel schied er abermals in der ersten Runde aus, im Mannschaftswettbewerb mit dem Florett erreichte er den Viertelfinal. Für die Spiele 1936 war er zunächst für die Florettmannschaft gemeldet, trat jedoch nicht an.
Neben seiner aktiven Karriere war Empeyta auch als Kampfrichter im Einsatz. Bei den Olympischen Spielen 1924, 1936 und 1948 war er als Schiedsrichter tätig. Zwischen 1929 und 1932 war er ausserdem Präsident der Fédération Internationale d’Escrime.